# Dobrovolnický pluk SS Varjag
Dobrovolnický pluk SS Varjag (rusky 1-й доброво́льческий полк СС Варя́г, německy Freiwilligen SS-Sonder-Regiment I. Waräger) byl dobrovolnická jednotka Zbraní SS z bílých emigrantů a zajatců z řad Rudé armády bojující proti partyzánům v okupované Jugoslávii ve druhé světové válce.   

## Vznik útvaru
V březnu 1942 v Bělehradě začalo formování dobrovolnického praporu na základě rozkazu vrchního velitele na Balkáně. Cílem byl nábor ruských dobrovolníků pro zvláštní operace v oblasti Novorossijska. Prapor vznikl pod vedením ruského šlechtice Michaila Alexandroviče Semjonova, veterána z Děnikinových jednotek. Počáteční stav jednotky byl 600 mužů, jednalo se o příslušníky ruského kadetního sboru. Operačně podléhali wehrmachtu, přičemž zásobování jednotky mělo na starosti SS-Hauptämter (hlavní správa SS). Velitel Semjonov obdržel hodnost SS-Hauptsturmführer. Hlavní velitelství jednotky se nacházelo v hotelu Palace v centru Bělehradu.

## Nasazení útvaru
Původní plány počítající s nasazením jednotky na východní frontě se nikdy neuskutečnily. Jednotka byla nasazena do boje s jugoslávskými partyzány. Původní velitel Semjonov předal útvar v roce 1943 do německých rukou, protože byl povolán do Německa, kde se věnoval formování zvláštních útvarů z ruských dobrovolníků pro provádění speciálních operací hluboko v sovětském týlu. V roce 1944 je však opět v hodnosti SS-Obersturmbannführer velitelem jednotky, která se zvětšila na pluk.
Koncem roku 1944 se pluk Varjag nacházel ve Slovinsku. Skládal se z emigrantů a sovětských válečných zajatců. Celkový stav mužstva dosáhl 2 500 důstojníků a vojáků. Pluk se skládal ze 3 praporů po 3 rotách, dělostřelecké baterie, minometné roty, průzkumné a strážní roty, sapérské čety, protitankové čety a dalších pomocných jednotek. Pluk zajišťoval ostrahu pro klíčové vojenské objekty a účastnil se bojových akcí proti jugoslávským partyzánům. Na webu ruské FSB byl uveřejněn výtah z protokolu z výslechu příslušníka pluku Varjag G. A. Burbela sloužícího v ukrajinské rotě o těchto střetnutích:
| „                                                      | Neustálé boje s partyzány. Ne na život, ale jen na smrt. V srpnu až září 1944 jsem se v rámci speciálního kárného praporu třikrát zúčastnil obléhání městečka Oberburg (Jugoslávie) obsazeného partyzány. Toto obléhání provázely krvavé bitvy, které měly za následek ztráty v řadách kárného praporu i mezi německými vojáky. | “ |
| — G. A. Burbelo, policejní protokol 10. listopadu 1948 | |   |

Samostatný pluk Varjag složený z ruských dobrovolníků z Jugoslávie se podle německého rozkazu dne 28. ledna 1945 stal  součástí ozbrojených sil KONR.

## Po válce
V rozmezí mezi 9. a 25. květnem se pluk Varjag jako součást ROA nacházel v rakouských Korutanech v britském zajetí. Následně byli jeho příslušníci převezeni na jih Itálie do zajateckého tábora u města Taranto. Sovětští občané, bývalí váleční zajatci, byli podle závěrů Jaltské konference předáni do SSSR, kde pravděpodobně byli zastřeleni nebo skončili v táborech nucených prací. Občané Jugoslávie byli vydáni Titovým bezpečnostním složkám, které je zastřelily. Menší část pluku se zachránila tak, že se v posledních dnech války přidala k Ruskému ochrannému sboru. Velitel Semjonov byl propuštěn ze zajetí v roce 1947. Do roku 1950 žil v Mnichově, poté v Brazílii. Nikdy nebyl obviněn z válečných zločinů a zemřel ve věku 71 let.